# Expeditie Robinson 2006
Expeditie Robinson 2006 is het 7e reguliere seizoen van Expeditie Robinson.

## Synopsis
Men begon met een groep Vlaamse mannen en Nederlandse vrouwen, onder leiding van oudgedienden als leiders. Na drie afleveringen werden de twee kampen heringedeeld door de leiders die een "sterke helft" op een vlot mochten meenemen en ontstonden er twee groepen van "sterk Vlaams" + "zwak Nederlands" en vice versa. Vijf deelnemers staakten door fysieke en/of psychische problemen al vroeg de deelname. Een nieuw element is dat er twee kampleiders zijn die niet meedoen aan de afvalrace, de Vlaamse psycholoog Robin Ibens uit ER4 en de Nederlandse kunstenaar Klaar van der Lippe uit ER5. Na het vertrek van Bert vond de samensmelting plaats en verlieten de kampleiders de expeditie. De eilandraad leverde in zes weken zes afvallers op; respectievelijk Olga, Koen, Curd, Wietske, Linda en Ignazio die naar het afvallerseiland gingen. Lenny wint de laatste proef en wint daarmee een finaleplaats. In de finale uitzending stemmen de afvallers voor Olga als tweede finalist, Bernadette valt daarmee af. Uiteindelijk wint Olga met 52% van de stemmen.

## Kandidaten
| Deelnemer                     | Leeftijd | Woonplaats   | Beroep                      | Plaats                                 |
| ----------------------------- | -------- | ------------ | --------------------------- | -------------------------------------- |
| Olga Urashova                 | 25       | Hoofddorp    | fotomodel                   | Robinson 2006                          |
| Lenny Janssens                | 24       | Temse        | politieagent                | 2e                                     |
| Bernadette Mittendorf-Wieffer | 46       | Borne        | medisch secretaresse        | 3e                                     |
| Ignazio de Nicolo             | 48       | Maasmechelen | mijnwerker                  | weggestemd naar afvallerseiland        |
| Linda van Eijk                | 23       | Almere       | tennisleraar                | weggestemd naar afvallerseiland        |
| Wietske de Meer               | 41       | Zwolle       | nagelstylist en zangeres    | weggestemd naar afvallerseiland        |
| Curd Velghe                   | 40       | Harelbeke    | slager                      | weggestemd naar afvallerseiland        |
| Koen Deloose                  | 40       | Antwerpen    | eigenaar zitzakkenbedrijf   | weggestemd naar afvallerseiland        |
| Bert Selleslags               | 35       | Bazel        | huisarts                    | weggestemd, 9e                         |
| Werner Leysen                 | 33       | Brasschaat   | choreograaf                 | weggestemd, 10e                        |
| Michelle Hendrikx             | 20       | Landgraaf    | student management          | weggestemd, 11e                        |
| Saron Kovačević-van Emden     | 32       | Amsterdam    | rechtbankgriffier           | vertrokken (psychische problemen), 12e |
| Patricia Langius              | 28       | Zaandam      | havenarbeider               | vertrokken (gebroken enkel), 13e       |
| Mattijs Leenknegt             | 26       | Wevelgem     | docent sociale vaardigheden | vertrokken (uitputting/honger), 14e    |
| Frederik de Man               | 19       | Roeselare    | student sociologie          | vertrokken (uitputting/honger), 15e    |
| Susanna Pronk                 | 38       | Rotterdam    | vuilnisvrouw                | vertrokken (rugblessure), 16e          |

## Trivia
Bernadette Mittendorf-Wieffer is de moeder van Imke Wieffer die in 2017 meedeed aan het 18de seizoen van Expeditie Robinson.